# Guy Ryder
Guy Ryder (Liverpool, 3 gennaio 1956) è un diplomatico e sindacalista britannico.

## Biografia
Nato a Liverpool nel 1956, Ryder studia Scienze politiche e sociali all'Università di Cambridge e Studi latinoamericani all'Università di Liverpool. Inizia la sua carriera professionale nel 1981 come assistente nel Dipartimento Internazionale del Trades Union Congress di Londra. Dal 1988 lavora nell'ufficio di Ginevra dell'International Confederation of Free Trade Unions. Nel 1998 entra per la prima volta all'Organizzazione internazionale del lavoro come direttore del Bureau per le attività dei lavoratori. Nel 2002 viene nominato Segretario Generale dell'International Confederation of Free Trade Unions. Nel novembre 2006 diventa Segretario Generale dell'appena costituita Confederazione sindacale internazionale.
Nel maggio 2012 viene eletto Direttore Generale dell'ILO a partire da ottobre. Prendendo servizio, ha espresso il proposito di fare dell'Organizzazione un attore determinante trasformando i principi in azione e facendo la differenza per la vita lavorativa delle persone di tutti i continenti. Per conseguire tale proposito, ha lanciato un'importante riforma dell'ILO.